# Suinajärvi (sjö i Enontekis, Lappland, Finland)
Suinajärvi eller Suinajärvet är sjöar i Finland. De ligger i kommunen Enontekis i landskapet Lappland, i den norra delen av landet, 900 km norr om huvudstaden Helsingfors. Suinajärvi ligger 329,1 meter över havet. Arean är 17,4 hektar och strandlinjen är 1,69 kilometer lång. Sjön  ingår i Kemi älvs huvudavrinningsområde.   Omgivningarna runt Suinajärvi är i huvudsak ett öppet busklandskap.